# Cecibel Ayala
Cecibel Ayala Parra (Cayambe, Pichincha,15 de mayo de 1986- Quito, 28 de febrero de 2013) fue una escritora y poetisa ecuatoriana.

## Trayectoria
Realizó estudios en la facultad de Comunicación Social de la Universidad Central del Ecuador. En 2008 publicó su primer poemario, El Cazador. En noviembre de 2012 participó de la Feria Internacional del Libro en Quito, organizada por el Ministerio de Cultura y Patrimonio de Ecuador.
Tras su prematuro fallecimiento, en marzo de 2013 la Casa de la Cultura Ecuatoriana Benjamín Carrión presentó de manera póstuma su segundo libro, Poción de Medianoche.

## Obras
- El Cazador (2008)
- Poción de Medianoche (2013)